# Miguel Ángel López Muñoz
Magnus Dagon (Madrid, 28 de septiembre de 1981) es el seudónimo de Miguel Ángel López Muñoz, escritor de ciencia ficción, terror y fantasía. Ha sido galardonado con diversos premios, entre los que se encuentran el Premio UPC 2006 y 2024 o el Villa de Torrecampo 2009. En la actualidad cuenta con varias novelas publicadas y más de 84 relatos originales publicados.

## Biografía
Nacido en 1981 en Madrid (España), se licenció en ciencias matemáticas por la Universidad Complutense de Madrid en 2006 y obtuvo un Máster en Ciencias Matemáticas en el apartado de criptografía cuántica en 2008. Sus primeras incursiones literarias fueron en el año 2000 con relatos cortos para la radio, lo que le animó a seguir escribiendo. Tras varios años simultaneando matemáticas y escritura, comenzó a aparecer por primera vez en revistas en el año 2005.
Comenzó escribiendo género negro pero no tardó en pasarse de lleno a la fantasía, la ciencia ficción y el terror debido en gran parte a la lectura de escritores como Isaac Asimov o J. R. R. Tolkien, aunque la cultura pop, sobre todo el cine, los cómics y los videojuegos, ha influenciado también notablemente en su obra
. Otros autores que lo han influenciado son H. P. Lovecraft, Harlan Ellison, Dan Simmons, Neil Gaiman, Stanislaw Lem y Naoki Urasawa, entre otros.
El primer lugar que le dio la oportunidad de ser publicado fue la revista NGC 3660 (editada por Pilar Barba) en el año 2005 con la novela corta El Espejo de Almas. Desde entonces ha ganado, entre otros, el Premio UPC (el más importante galardón de ciencia ficción en España) del año 2006 por la novela corta El Informe Cronocorp, que fue publicada por Ediciones B en su antología XVI Premio UPC (ganadora en 2008 del premio Ignotus a la mejor antología). A partir del año 2008 decide publicar bajo el seudónimo de Magnus Dagon, tomando el nombre del protagonista del primer libro que escribió. Además, ha sido miembro de la Asociación Nocte de escritores de terror durante varios años y es cantante y letrista del grupo musical Balamb Garden.

## Obra
En sus historias suele tener mucha importancia la ambientación, con especial énfasis en lugares misteriosos, apartados o desconocidos. Otorga también mucho valor a los personajes y sus emociones internas, especialmente la soledad y el desarraigo. Aunque tiene múltiples relatos publicados en fantasía (e.g. Crónicas de la Marca del Este) y terror (gran parte de ellos aparecidos en la revista argentina Axxón y englobados bajo un mismo trasfondo al estilo de los Mitos de Cthulhu), ha sido mayormente reconocido por sus obras de ciencia ficción.
Ha sido autor de la sección de la revista NGC 3660 "Guía del Autoescritor Galáctico", una colección de ensayos con consejos para escribir género fantástico. Además, ha publicado ensayos en revistas como la ya mencionada Axxón y TauZero, y ha mantenido una columna de crítica cinematográfica en Alfa Eridiani desde el año 2005. Ha participado en varias obras de cuentos infantiles para niños con discapacidades, como DisCuentos y CuentAutismo. Su primera novela, con temática de aventuras, fue Los Siete Secretos del Mundo Olvidado.
Su novela Los Caídos se estructuró en 54 entregas semanales que se publicaron ininterrumpidamente en la revista digital NGC 3660 con licencia Creative Commons. Para el libro, de estética cómic, contó con la ayuda de 31 dibujantes, incluyendo el propio autor, que ilustran la portada de cada capítulo, 54 en total. El libro fue publicado por medio de la plataforma micromecenazgo Lanzanos en el año 2012.
En el año 2013 publicó por micromecenazgo su libro The Jammers, sobre un grupo de músicos que adquieren poderes basados en el sonido y cuyas canciones son las del propio grupo del autor, Balamb Garden. Este libro y el anterior engloban un universo común llamado El Tecnoverso, y que ya ha sido ampliado por otros autores a partir de personajes originales de Magnus Dagon. Al igual que en Los Caídos, el autor fue ayudado por 27 dibujantes para ilustrar la portada de los 54 capítulos, de nuevo incluyendo al propio autor, para mostrarlos gratuitamente en Internet con la intención de conmemorar este libro.
Su libro El Espejo de Ares se divide en dos partes cuyo primer volumen salió a la venta en marzo de 2014 tanto en formato físico como en e-book y cuyo segundo volumen salió a la venta en el año 2015.
En enero de 2017 publicó la novela corta El Planeta Muerto y el libro de fantasía de viajes Los Guardianes Errantes, ambos con Ediciones El Transbordador.Más tarde publicó la novela corta de terror La Perversión Fractal, con la editorial Saco de Huesos.
Su último libro publicado es la antología de relatos de terror SSK (2023), con Suseya Ediciones.